# Gobernador de Sonora
Según la Constitución Política del Estado Libre y Soberano de Sonora, el ejercicio del Poder Ejecutivo de esta entidad mexicana, se deposita en un solo individuo, que se denomina Gobernador Constitucional del Estado Libre y Soberano de Sonora y que es electo para un periodo de 6 años no reelegibles por ningún motivo. El periodo gubernamental comienza el día 13 de septiembre del año de la elección y termina el 12 de septiembre después de haber transcurrido seis años.
El Estado de Sonora fue creado en 1824 (con la proclamación de la primera constitución mexicana) siendo uno de los estados originales de la federación, por lo cual a lo largo de su vida histórica ha pasado por todos los sistemas de gobierno vigentes en México, tanto el sistema federal como el sistema central, por lo que la denominación de la entidad ha variado entre estado y departamento; variando junto con ella, la denominación del titular del Poder Ejecutivo del Estado.
Anteriormente, la Real Orden expedida en Sevilla el 12 de marzo de 1732 autorizó el establecimiento del Gobierno de Sonora y Sinaloa a cargo de un gobernador y capitán general.

## Historia
Tras la Guerra de Independencia de México, la antigua provincia de Sonora y Sinaloa fue dividida en 1823 para formar los estados de Sonora y Sinaloa, estableciéndose la capital sonorense en Ures. Sin embargo, se reunificarían otra vez en 1824 y permanecerían así hasta 1830, a pesar del hecho de que Sonora fue declarado como estado en la constitución mexicana de 1824. Sonora se separó nuevamente en 1831, cuando escribió su primera constitución estatal, que puso la capital en Hermosillo, y Leonardo Escalante fue designado como gobernador del nuevo estado. En 1832, la capital se movió a Arizpe. La batalla entre conservadores, que querían un sistema de gobierno centralizado, y los liberales, que querían un sistema federalista, afectó al estado así como al resto del país durante el siglo XIX. En 1835, se instituyó un gobierno centralista basado en lo que se conoció como Bases Constitucionales. Fueron seguidas por las llamadas Siete Leyes Constitucionales, que permanecieron en efecto hasta 1837. Pues en diciembre de ese mismo año, el General José de Urrea proclamó en Arizpe el restablecimiento de la constitución de 1824 (que contenía un sistema federal, como el de Estados Unidos), apoyada inicialmente por el gobernador Manuel Gándara. Sin embargo, para el resto del país, Gándara y los gobernadores que le siguieron apoyarían un gobierno centralizado, lo que llevó a inestabilidad política en el estado.

## Facultades y obligaciones
La constitución del Estado de Sonora define los deberes y poderes del gobernador:
- Promulgar sin demora las leyes y decretos, y los acuerdos en su caso; ejecutarlos y hacer que se ejecuten; y formar en la parte administrativa y de conformidad con las disposiciones de la ley, los Reglamentos necesarios para la exacta observancia de los mismos.
- Velar por la conservación del orden, tranquilidad y seguridad, así como promover e inducir en el Estado, el progreso económico, social, político y cultural y, en general, el bienestar de la población en todos los órdenes, procurando que sea compartido y equilibrado entre centros urbanos y rurales, conforme a los principios de justicia y seguridad jurídica y a los planes y programas del Gobierno.
- Iniciar ante el Congreso las leyes y decretos que juzgue convenientes para el mejoramiento de la administración pública y progreso del Estado.
- Hacer cumplir las resoluciones de los Tribunales y prestar a éstos los medios que necesiten para el ejercicio expedito de sus funciones.
- Exigir de las autoridades que dependan del Ejecutivo del Estado, el cumplimiento estricto de las obligaciones que les imponen la Constitución Federal, la Estatal y las leyes que de ellas emanen, aplicándoles las sanciones a que se hagan acreedoras, en los términos que prevengan las leyes.
- Imponer las sanciones administrativas que determinen las leyes y reglamentos.
- Nombrar y remover a todos los funcionarios y emplea dos dependientes del Ejecutivo, cuyo nombramiento o remoción no corresponda a otra autoridad.
- En caso de invasión o de conmoción interior, tomar, de acuerdo con el Congreso o la Diputación Permanente, las medidas extraordinarias que sean indispensables para mantener el orden. En el segundo caso pedirá que se convoque inmediatamente al Congreso a sesiones extraordinarias y desde luego dará cuenta a dicha Asamblea del empleo que haya hecho de tales facultades.
- Auxiliar, a solicitud de sus Ayuntamientos, a los Municipios de la Entidad a fin de mejorar la ejecución de obras, la prestación de servicios o cualquier otro propósito del que se derive un mejoramiento de la administración y fortalecimiento de la autonomía Municipal.
- Celebrar convenios con el Ejecutivo Federal, en los términos de Ley, de los que se deriven la asunción por parte del Estado de funciones, la ejecución y operación de obras y la prestación de servicios públicos del Gobierno Federal, cuando el desarrollo económico y social lo hagan necesario.
- Representar a la Hacienda Pública, pudiendo, en los casos que lo estime conveniente, delegar esa representación.
- Ejercer el mando supremo de las fuerzas del Estado y movilizarlas según las necesidades públicas; así como disponer de la Policía del Municipio donde resida habitual o transitoriamente. El nombramiento y remoción de los Jefes y Oficiales Superiores de la Policía Urbana de los Municipios del Estado, se hará en los términos de la Ley Reglamentaria.
- Convocar al Congreso a sesiones extraordinarias por conducto de la Diputación Permanente, expresando el objeto de ellas.
- Fomentar, por todos los medios posibles, la educación popular y procurar el adelanto social, favoreciendo el mejoramiento moral, cívico y material de la colectividad.
- Organizar y disciplinar la Guardia Nacional y las de más fuerzas del Estado y ejercer, respecto de una y otras, el mando conforme a las atribuciones que le conceden las Constituciones General y Local.
- Visitar a los Municipios del Estado, cuando lo estime conveniente, proveyendo lo necesario en el orden administrativo y dando cuenta al Congreso o al Supremo Tribunal de Justicia de las faltas que observara y cuyo remedio corresponda a los Poderes Legislativo y Judicial.

## Proceso de elección

### Requisitos para asumir el cargo
Según la Constitución, los requisitos para ser gobernador son;

- Ser mexicano por nacimiento, hijo de padres mexicanos y nativo del Estado; y no siendo originario de Sonora, tener cuando menos cinco años de residencia efectiva inmediatamente anteriores al día de la elección.
- Ser ciudadano del Estado en pleno ejercicio de sus derechos políticos.
- Se deroga.
- No pertenecer al estado eclesiástico ni ser ministro de ningún culto.
- No tener el carácter de servidor público en los seis meses inmediatamente anteriores al día de la elección, salvo que se trate de aquellos que desempeñen un empleo, cargo, comisión o de servicio de cualquier naturaleza dentro del ramo educativo público en cualquiera de sus tipos, modalidades o niveles, sea municipal, estatal o federal.
- No haber figurado, directa o indirectamente, en alguna asonada, motín o cuartelazo.
- No haber sido condenado por la comisión de un delito intencional, salvo que el antecedente penal hubiere prescrito.
- No haber sido magistrado propietario o suplente común del Tribunal Estatal Electoral, ni consejero electoral propietario o suplente común de ningún organismo electoral, a menos que no haya ejercido o se separe del cargo dentro del plazo que establezca la ley.

## Sucesión

### Falta temporal
Si el gobernador está ausente de forma temporal durante menos de 30 días, no necesita dar aviso ni perder su carácter de gobernador, si es mayor a los treinta días pero menor a los noventa, sus funciones pasarán al Secretario de Gobierno, y si es mayor de 90 días, deberá recabar el permiso del Congreso, el cual designará a un Gobernador Interino o Provisional, que lo supla durante el tiempo de ausencia.

### Falta absoluta
Si ocurre durante los dos primeros años del periodo constitucional, el Congreso nombrará por votos a un gobernador interino, y posteriormente, convocará a elecciones para designar a un nuevo gobernador. Si la falta ocurre durante los últimos cuatro años del sexenio, el Congreso designará por votación  a un Gobernador sustituto para completar el periodo constitucional.